# Stazione di Trevignano-Signoressa
La stazione di Trevignano-Signoressa è una fermata ferroviaria posta sulla linea Montebelluna-Treviso. Serve il centro abitato di Signoressa, frazione del comune di Trevignano.

## Storia
Già fermata, venne trasformata in stazione il 20 marzo 1914, con l'attivazione di un binario di raddoppio e di uno scalo merci.
Successivamente venne ritrasformata in fermata.

## Movimento
La stazione è servita da treni regionali svolti da Trenitalia nell'ambito del contratto di servizio stipulato con le regioni interessate ed è senza servizio di assistenza alle persone con disabilità e a ridotta mobilità.